# غلين هنري
غلين هنري (بالإنجليزية: Glenn Henry)‏ هو عالم حاسوب ومهندس أمريكي، ولد في 26 يوليو 1942 في بيركيلي في الولايات المتحدة.